# 亨特·罗文斯

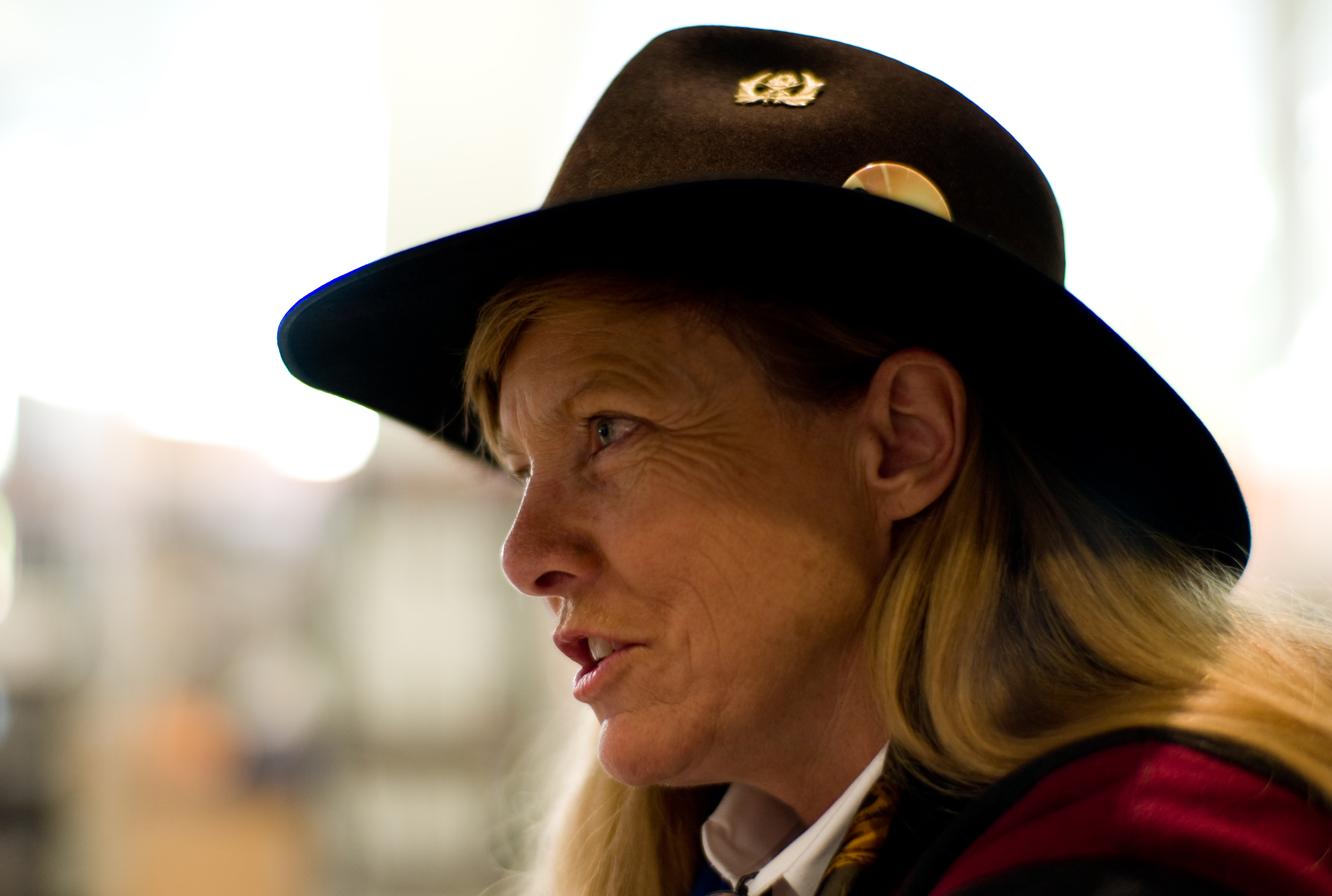
2007年的亨特·罗文斯

亨特·罗文斯（L. Hunter Lovins，1950年2月26日—）是美国环保主义者、作家、可持续发展支持者、落基山研究所的联合创始人以及非营利组织自然资本主义解决方案的总裁。她出生于美國佛蒙特州米德尔堡。